# Uravakonda
Uravakonda là một thị trấn thống kê (census town) của quận Anantapur thuộc bang Andhra Pradesh, Ấn Độ.

## Địa lý
Uravakonda có vị trí 14°57′B 77°16′Đ / 14,95°B 77,27°Đ Nó có độ cao trung bình là 459 mét (1505 feet).

## Nhân khẩu
Theo điều tra dân số năm 2001 của Ấn Độ, Uravakonda có dân số 31.865 người. Phái nam chiếm 51% tổng số dân và phái nữ chiếm 49%. Uravakonda có tỷ lệ 61% biết đọc biết viết, cao hơn tỷ lệ trung bình toàn quốc là 59,5%: tỷ lệ cho phái nam là 71%, và tỷ lệ cho phái nữ là 50%. Tại Uravakonda, 12% dân số nhỏ hơn 6 tuổi.